# Martha Randall
Martha Irene Randall, född 12 juni 1948 i Chicago, är en amerikansk före detta simmare.
Randall blev olympisk bronsmedaljör på 400 meter medley vid sommarspelen 1964 i Tokyo.